# Isachne guineensis
Isachne guineensis är en gräsart som beskrevs av Otto Stapf och Charles Edward Hubbard. Isachne guineensis ingår i släktet Isachne och familjen gräs. Inga underarter finns listade i Catalogue of Life.